# Salar Jung III.

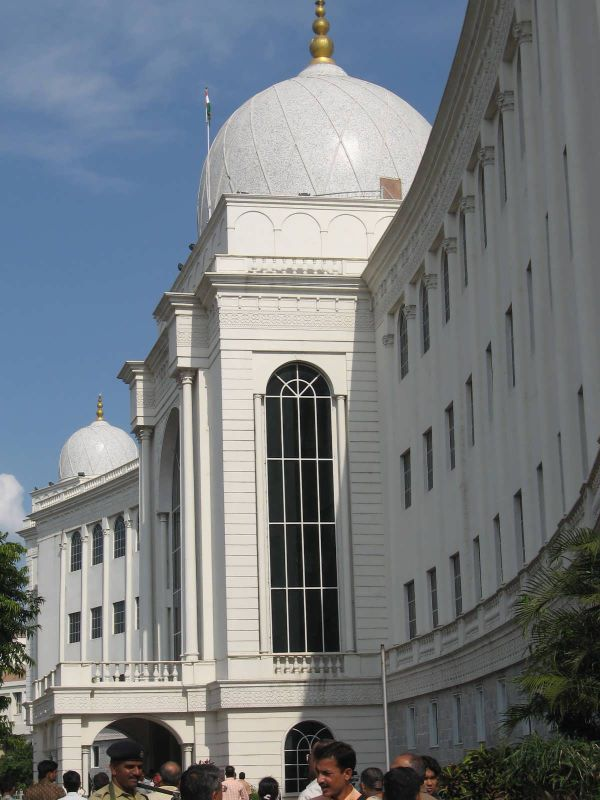
Salar Jung Museum (neues Gebäude)

Mir Yusuf Ali Khan Nawab Salar Jung III. Bahadur (* 13. Juni 1889 in Poona; † 2. März 1949 in seinem Palast Dewan Devdi in Hyderabad) war von 1912 bis 1914 Diwan des indischen Fürstenstaats Hyderabad. Bereits sein Vater und Großvater hatten dieses Amt innegehabt. Den Rest seines Lebens sammelte er Kunst.

## Herkunft
Yusuf Ali Khan war der Sohn von Salar Jung II., dessen Familie ihre Herkunft auf den Scheich Ovais Karani, einen Zeitgenossen Mohammeds, aus Medina zurückführte. Seine Mutter war Zainab Begum, Tochter des Nawab Syed Abul Hassan. Seine Ausbildung erhielt er am Nizam's College. Er blieb zeitlebens Junggeselle, die Familie starb mit ihm aus.

Yousuf Ali Khan, Salar Jung III.
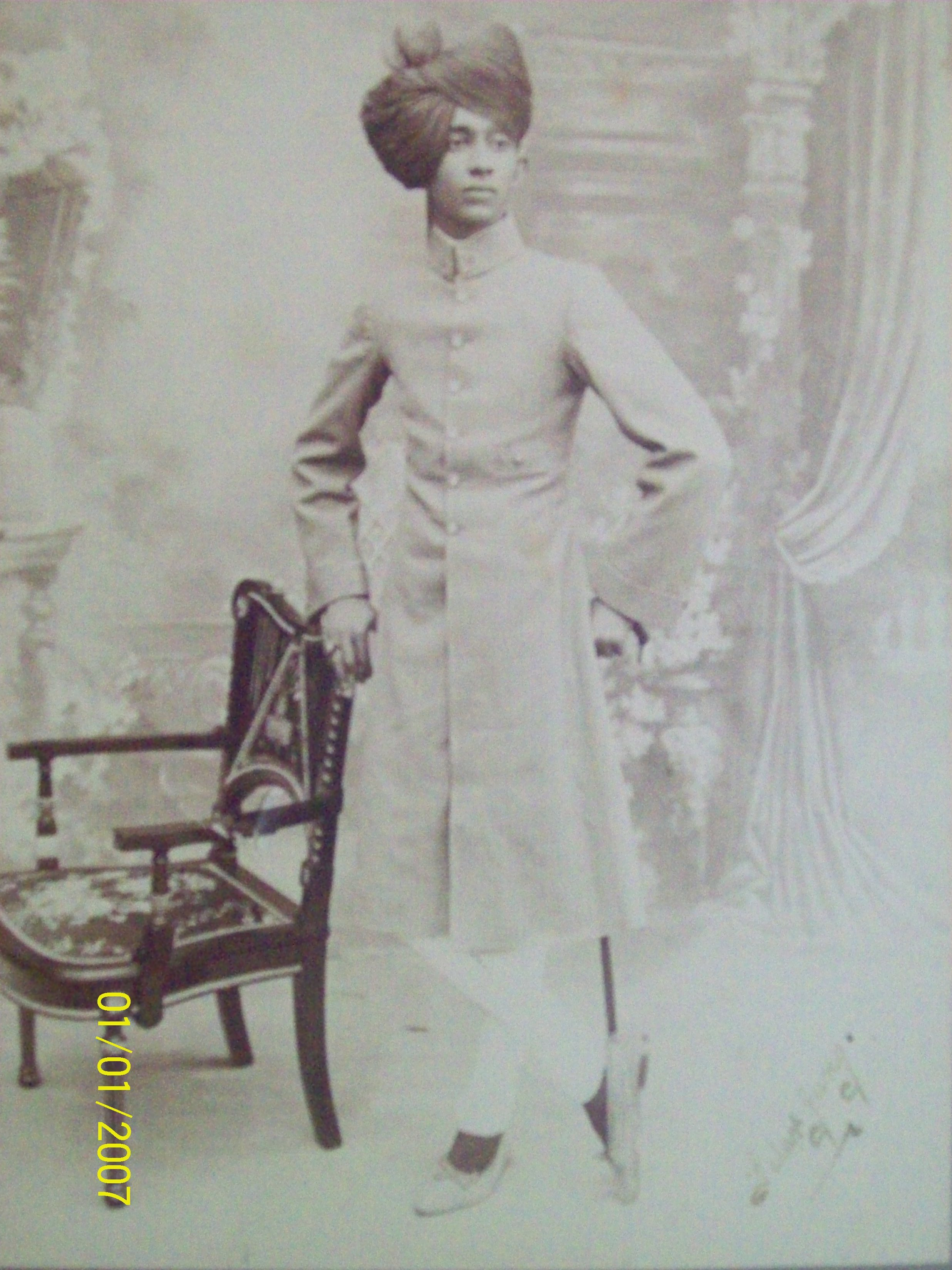
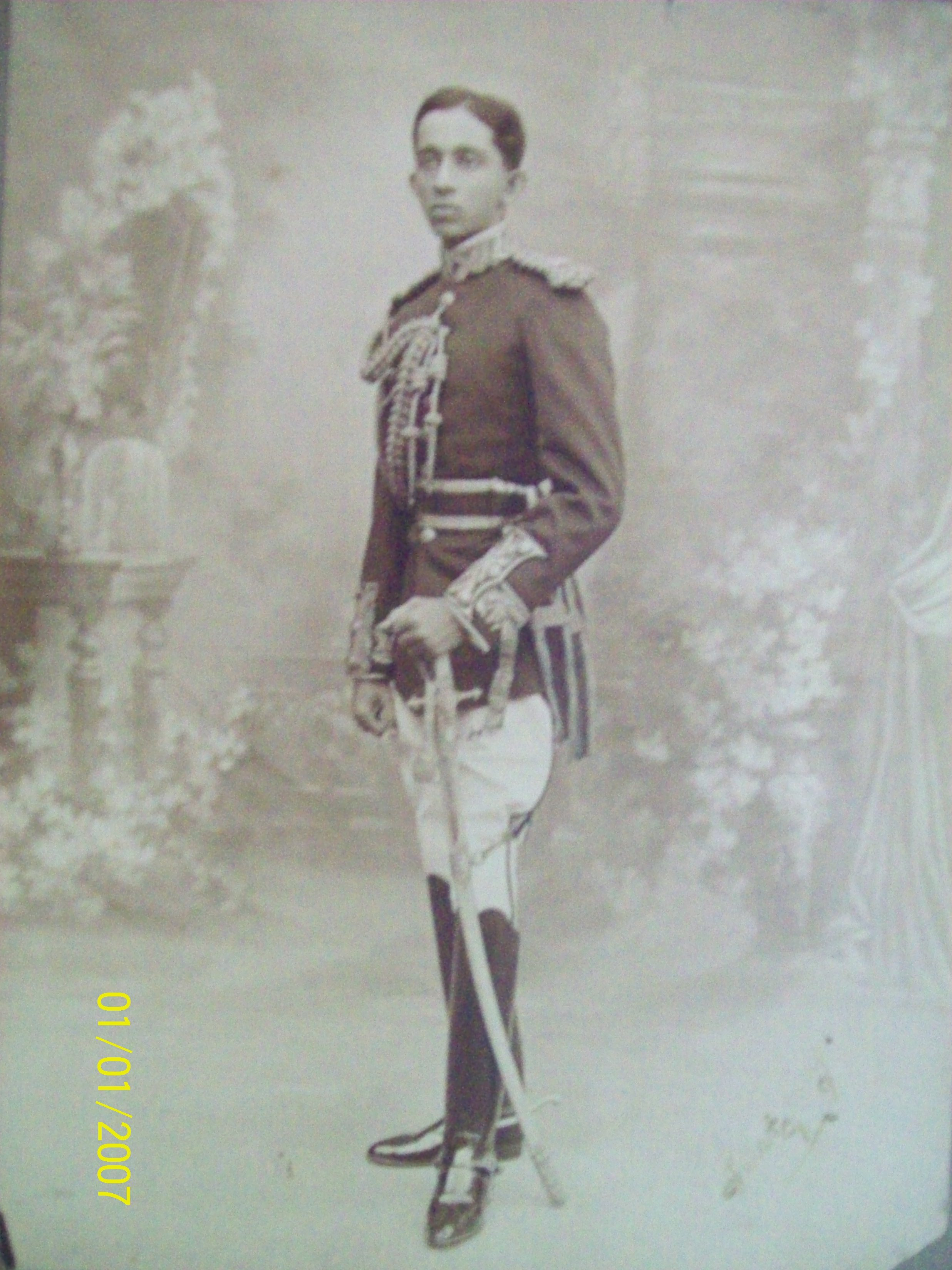
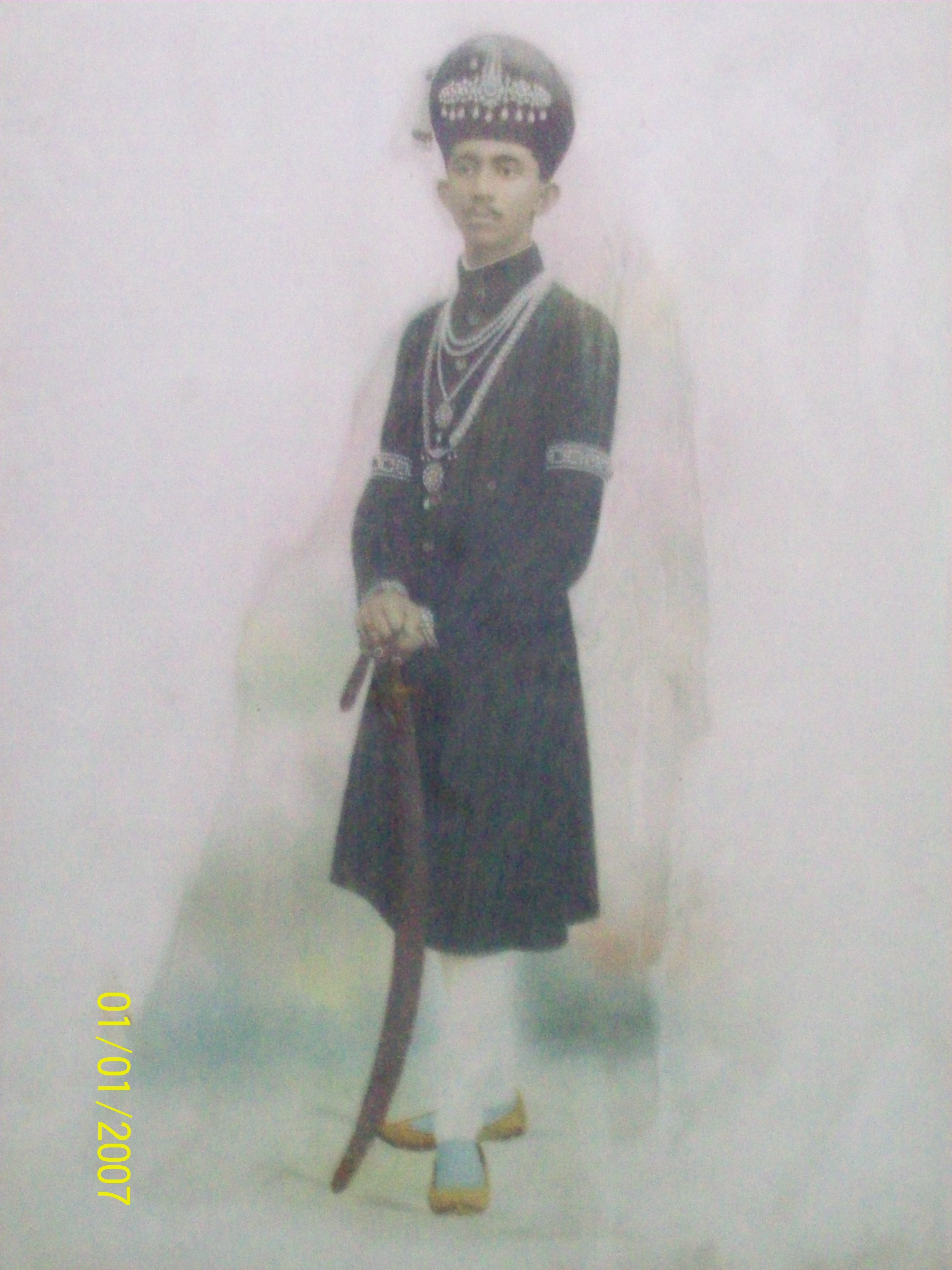
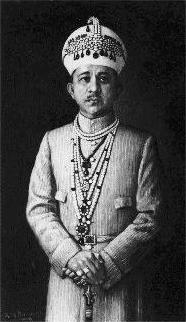

## Lebensweg
Seine Berufung zum Diwan erfolgte zunächst, wegen seiner Jugend, für die Dauer von drei Jahren auf Probe, dabei wurden ihm als Berater Sayyed Husain Ali Bilgrami (Imud ul-Mulk) und Faridoon-ul-Mulk zur Seite gestellt. In seiner Amtszeit wurde das Prinzip der Verantwortlichkeit nach Geschäftsbereichen eingeführt. Nach Reibereien mit dem, jegliche demokratische Form der Regierung ablehnenden, Nizam Asaf Jah VII. legte er nach zweieinhalb Jahren sein Amt nieder, das der Herrscher selbst übernahm. Aus dem Großgrundbesitz der Familie bezog er 1940 von 203.000 Untertanen ein Einkommen von über 150.000 HRp.
Nach seinem Rücktritt reiste er durch die Welt und widmete sich dem Sammeln von antiken Kunstgegenständen. Dabei kaufte er ohne allzu große Sachkenntnis. Die etwa 40.000 Gegenstände, die sich bei seinem Tode in den 78 Räumen seines Stadtpalais Deva Devdi fanden, bilden den Grundstock des Salar Jung Museums. Dieses Museum, dessen Bestände, darunter zahlreiche wertvolle Handschriften, in zweijähriger Arbeit von G. Venkatchalam katalogisiert wurden, wurde 1951 zunächst in 30 Räumen des Palastes eingerichtet. Es wurde 1961 verstaatlicht und sieben Jahre später in ein neues Gebäude südlich des Musi verlagert. Zu den bedeutendsten Ausstellungsstücken gehören ein Koran aus dem 12. Jahrhundert, der Dolch des Jahangir sowie das Obstmesser von Nurejan.